# Thorakion

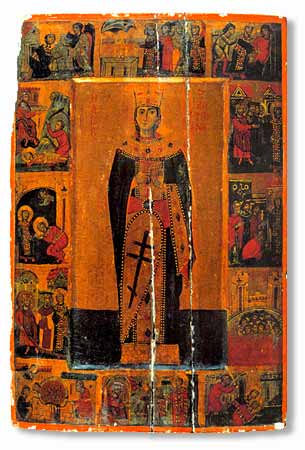
Icona di Santa Caterina d'Alessandria (Monastero di S.ta Caterina, Monte Sinai, XIII secolo); Santa Caterina indossa il thorakion

Thorakion (in greco θωράκιον?) è un indumento, una sciarpa, a forma di scudo e tempestato di pietre preziose, portato alla cintura dalle imperatrici bizantine.
Risalente all'epoca tardoantica, si diffuse a Bisanzio soltanto tra il X e l'XI secolo . È considerato "tratto immancabile nel costume dell'imperatrice sin dalle prime raffigurazioni post-iconoclastiche".
Il termine thorakion dovrebbe essere sinonimo di saghíon (in greco σαγίον), che, come riportato nel De Caerimoniis di Costantino Porfirogenito, era indossato dagli imperatori nel corso delle uscite ufficiali dal palazzo.

## Alcuni esempi di rappresentazioni con ilthorakion

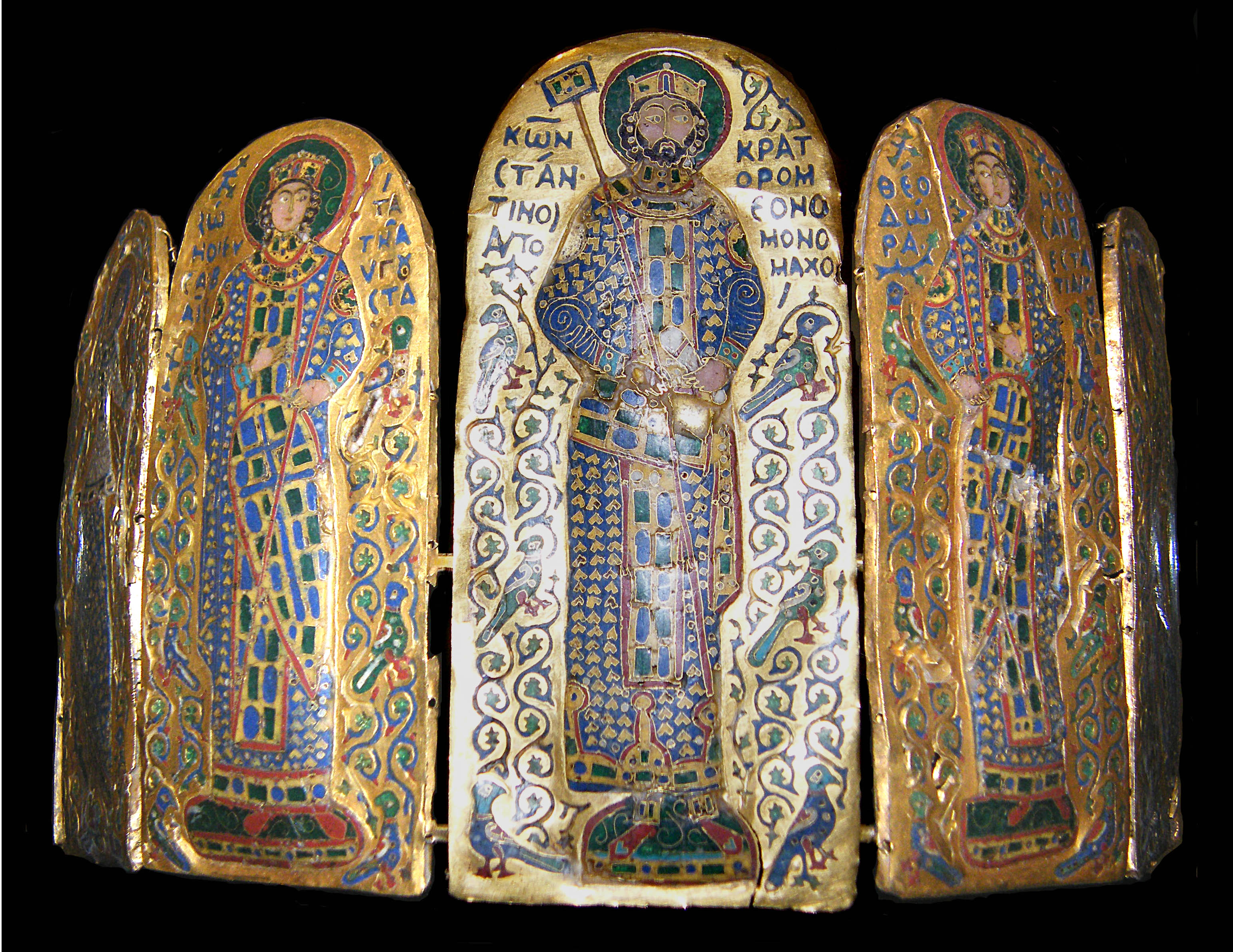
Corona di Costantino IX Monomaco in cui sia l'imperatrice Zoe sia la sorella Teodora indossano il thorakion
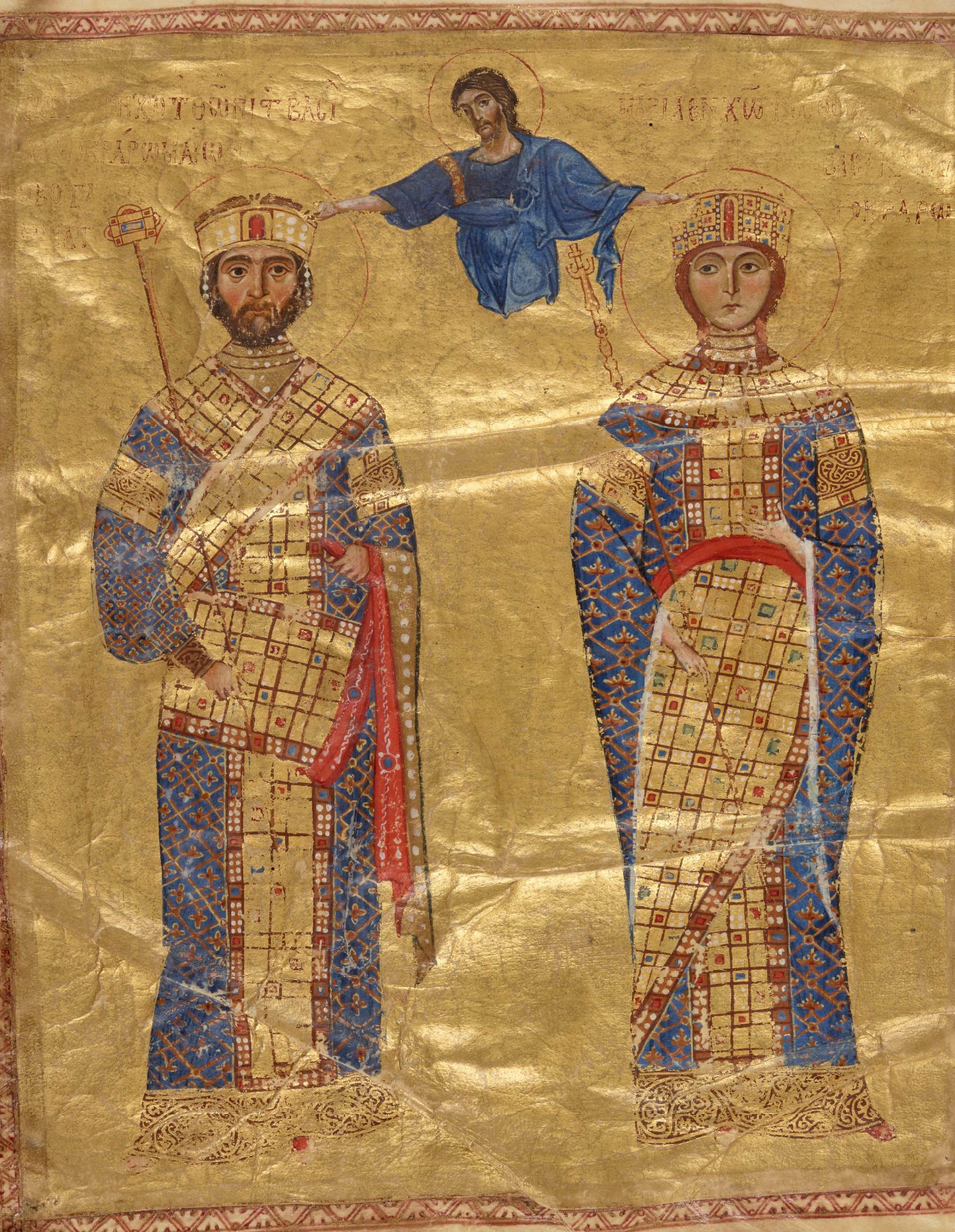
L'imperatore Niceforo III (o Michele VII) e Maria d'Alania, dalle Omelie di San Giovanni Crisostomo, Manoscritto Coislin 79 folio 2 bis verso, Biblioteca nazionale di Francia (circa 1074/1081); l'imperatrice indossa il thorakion
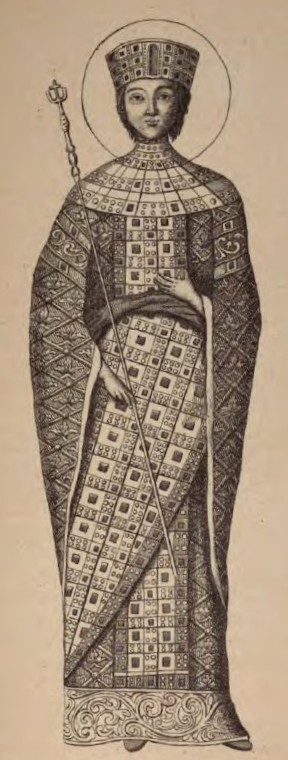
L'imperatrice Maria di Alania che indossa il thorakion